# Commune de Buganda
La commune de Buganda est une commune de la province de Cibitoke au nord-ouest  du Burundi. La capitale se trouve à Buganda.

## Population
En 2021, la localité comptait 69 045 habitants selon l'ISTEEBU.